# Teaca
Teaca (węg. Teke) – wieś w Rumunii, w okręgu Bistrița-Năsăud, w gminie Teaca. W 2011 roku liczyła 1815 mieszkańców.